# Postmodernism
Postmodernismul este termenul de referință aplicat unei vaste game de evoluții în domeniile de teorie critică, filosofie, arhitectură, artă, literatură și cultură. Diversele expresii ale postmodernismului  provin, depășesc sau sunt o reacție a modernismului. Dacă modernismul se consideră pe sine o culminare a căutării unei estetici a iluminismului, o etică, postmodernismul se ocupă de modul în care autoritatea unor entități ideale (numite metanarațiuni) este slăbită prin procesul de fragmentare, consumerism și deconstrucție. Jean-François Lyotard a descris acest curent drept o „neîncredere în metanarațiuni” (Lyotard, 1984); în viziunea acestuia, postmodernismul atacă ideea unor universalii monolitice și în schimb încurajează perspectivele fracturate, fluide și pe cele multiple.
Un termen înrudit este postmodernitatea, care se referă la toate fenomenele care au succedat modernității. Postmodernitatea include un accent pe condiția sociologică, tehnologică sau celelalte condiții care disting Epoca Modernă de tot ce a urmat după ea. Postmodernismul, pe de altă parte reprezintă un set de răspunsuri de ordin intelectual, cultural, artistic, academic sau filosofic la condiția postmodernității.
Un alt termen conex este adjectivul postmodern (deseori folosit incorect sub forma „postmodernist”), utilizat pentru a descrie condiția sau răspunsul la postmodernitate. De exemplu, se poate face referință la arhitectură postmodernă, literatură postmodernă, cultură postmodernă, filosofie postmodernă.

## Definiții
În eseul său From Postmodernism to Postmodernity: the Local/Global Context, criticul american Ihab Hassan listează câteva ocurențe și contexte în care termenul a fost folosit, încă înainte să devină atât de popular:
- John Watkins Chapman, un pictor de salon englez, în anii 1870-1880, cu sensul de Postimpresionism.
- Federico de Onís, 1934, (postmodernismo) cu sensul de reacție împotriva dificultății și experimentalismului poeziei moderniste.
- Arnold J. Toynbee, în 1939, cu sensul de sfârșit al ordinii Vestului burghez, cu rădăcini în secolul al XVII-lea.
- Bernard Smith, în 1945, cu sensul de mișcare a realismului socialist în pictură.
- Charles Olson, în anii 1950-1960.
- Irving Howe și Harry Levin, în 1959 și 1960, pentru a semnifica declinul culturii moderniste înalte.

Alți specialiști indică studiul lui Charles Jencks, The Language of Postmodern Architecture (1977), ca figurînd printre primele opere care au dat termenului sensul folosit în ziua de azi. În Statele Unite ale Americii, dezbaterea în jurul termenului "postmodernism" începe în anii 70 ai secolului XX, dacă luăm doar în considerare faptul că Ihab Hassan își publică eseul, The Dismemberment of Orphaeus, în 1974. Studiul esențial al lui Fredric Jameson Postmodernism or the Cultural Logic of Late Capitalism, a apărut  zece ani mai tîrziu, în 1984.
Nucleul  acestui studiu a fost publicat într-o altă formă, cu titlul Postmodernism and the Consumer Society, în același an, în New Left Review, după cum mărturisește însuși autorul în prefața unui alt volum de articole. Alte două cărți foarte populare în România,  sunt studiul Lindei Hutcheon The Politics of Postmodernism  și Postmodernist Culture a lui Steven Connor. Aceste lucrări au apărut în România, prin hazard obiectiv, în 1989. La condition postmoderne, cartea francezului Jean-François Lyotard , publicată în 1979, este esențială și consemnează ruptura totală față de filozofia premergătoare.

## Istoric
Deoarece postmodernismul a fost subiectul unor dezbateri partizane, sunt tot atâtea definiții ale curentului câți teoreticieni există. Dificultatea de a-i putea stabili obiectul este întărită de un ethos al anti etichetei. Chiar dacă cineva i-ar formula o definiție, un filosof postmodern ar dori să o deconstruiască și pe aceea. 
Cronologia postmodernismului începe în anul 1920 odată cu emergența mișcării dadaismului, care propunea colajul și accentua rama obiectelor sau a discursurilor drept fiind cea mai importantă, mai importantă decât opera însăși, idee preluată ulterior și dezvoltată de filosoful Jacques Derrida. Un alt curent ce a avut un impact fantastic asupra postmodernismului a fost existențialismul, care plasa centralitatea narațiunilor individuale drept sursă a moralei și a înțelegerii. Cu toate acestea abia la sfârșitul Celui de-al doilea Război Mondial, atitudinile postmoderne au început să apară.
Ideea centrală a postmodernismului este că problema cunoașterii se bazează pe tot ce este exterior individului. Postmodernismul, chiar dacă este diversificat și polimorfic, începe invariabil din chestiunea cunoașterii, care este deopotrivă larg diseminată în forma sa, dar nu este limitată în interpretare. Postmodernismul care și-a dezvoltat rapid un  vocabular cu o retorică anti-iluministă, a argumentat ca raționalitatea nu a fost niciodată atât de sigură pe cât susțineau raționaliștii și că însăși cunoașterea era legată de loc, timp, poziție socială sau alți factori cu ajutorul cărora un individ își construiește punctele de vedere necesare cunoașterii.
Pentru a te salva din acest construct al cunoașterii a devenit necesară critica ei, și astfel să-i deconstruiești cunoașterea afirmată. Jacques Derrida argumenta că singura apărare în fața inevitabilei deconstrucții a cunoașterii, sistemelor de putere, ce se numește hegemonie ar trebui să se bazeze pe postulatul unei emisii originale, logosul. Privilegierea acestei fraze originale se numește "logocentrism". În loc să-ți bazezi cunoașterea pe cazuri sau texte particulare, baza cunoașterii a fost privită ca fiind generată de jocul liber al discursului, o idee cu rădăcini în teoria jocurilor de limbaj ale lui Wittgenstein. Această subliniere a permisivității jocului liber în contextul mai larg al conversației și discursului duce postmodernismul spre adoptarea ironiei, paradoxului, a manipulării textuale, referințelor sau tropilor.
Înarmați cu acest proces al chestionării bazelor sociale ale acestei aserțiuni, filosofii postmoderni au început să atace unitatea modernismului și a acelei unități cu rădăcini în Iluminism. Deoarece Modernismul a făcut din Iluminism o sursă centrală a superiorității sale asupra Victorianismului sau Romantismului, acest atac a fost dirijat în mod indirect asupra Modernismului însuși.

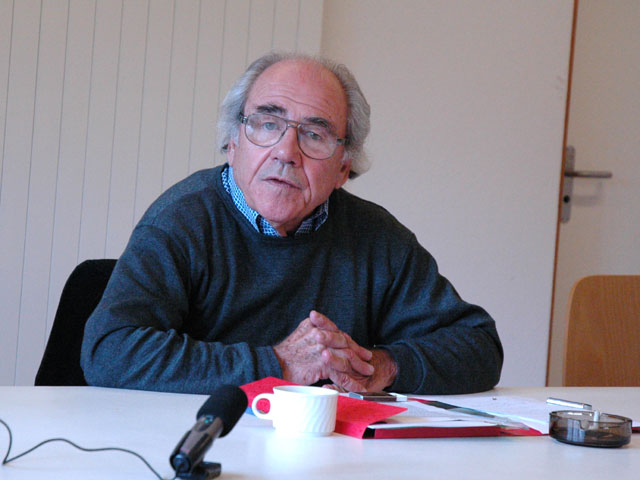
Jean Baudrillard, European Graduate School, 2004

Poate cel mai izbitor exemplu al acestui scepticism se găsește în operele teoreticianului cultural francez, Jean Baudrillard. În eseul său, Simulations and Simulacra, Jean Baudrillard a recunoscut că realitatea socială nu există în sens convențional, dar că a fost înlocuită de un proces fără sfârșit de producere de simulacre. Mass-media și celelalte forme ale producției culturale de masă generează constant procese de re-apropriere și re-contextualizare ale unor simboluri culturale sau imagini în mod fundamental deplasând experiența noastră de la “realitate” la o “hyperealitate”. Potrivit acestei tendințe, e semnificativ că începuturile arhitecturii p. m. nu e considerată construirea unei clădiri mari ci distrugerea proiectului modernist de case Pruitt-Igoe creat de Minoru Yamasaki.
Postmodernismul este reticent în fața pretențiilor unora că sunt deținătorii secretelor adevărului, eticii, sau frumosului care au rădăcini în orice altceva decât percepția individuală sau construcția de grup. Idealurile utopice ale adevărurilor universal aplicabile sau estetice lasă loc unor petit recits locale, descentrate sau provisionale, care în loc să se refere la adevăruri universale sau la alte idei sau artifacte culturale, ele însele fiind subiecte ale interpretării sau reinterpretării. Adevărul poate fi înțeles  dacă toate conexiunile sunt perpetuu amânate niciodată neputând să atingă un punct al cunoașterii care ar putea fi numite adevăr. Această subliniere asupra construcției și a consensului este adesea folosită pentru a ataca știința, vezi spre exemplu celebra afacere Sokal.
Postmodernismul este folosit și în sens foarte larg desemnând cam toate curentele de gândire de la sfârșitul secolului XX, dar și realitățile sociale și filosofice ale perioadei. Criticii marxiști consideră în mod polemic faptul că postmodernismul este un simptom al “capitalismului târziu” și al declinului instituțiilor și apoi a statului națiune. Alți gânditori afirmă că postmodernitatea e reacția naturală la transmisii mediatice și societate. Abilitatea cunoașterii de a fi copiată la nesfârșit oprește încercările de a constrînge interpretarea sau de a-i institui originalitatea prin mijloace simple, cum ar fi producția unei opere. Din această perspectivă școlile de gândire etichetate drept “postmoderne” nu se împacă deloc cu timpul lor din moment ce polemici sau certuri apar trimițând spre schimbarea bazelor cunoașterii științifice către un consens al oamenilor de știință cum a fost demonstrat de Thomas Kuhn. Postmodernismul e privit tocmai ca o conștientizare a naturii perioadei de discontinuitate dintre perioada modernă și cea postmodernă.

## Studii internaționale despre postmodernism
Teoria a căpătat putere și a ocupat spațiul academic francez. În 1979 Jean-François Lyotard a scris o operă scurtă, dar foarte influentă, Condiția postmodernă un raport asupra cunoașterii detotalizante. (versiunea în limba română de Ciprian Mihali, Editura Babel, 1993).
Jean Baudrillard, Michel Foucault, și apoi Roland Barthes (în operele sale mai târzii, poststructuraliste) sunt de asemenea nume de referință în teoria postmodernă. Postmodernismul are drept aliați apropiați mai multe discipline academice contemporane, mai ales pe cele din câmpul sociologiei. Multe din ideile sale provin din domeniile feminismului sau a teoriei post coloniale. Alții identifică mișcările anti-establishment și de underground din anii șaizeci ai secolului XX ca primele manifestări ale nașterii postmodernismului.
Căutându-i rădăcinile, unii i le identifică în spagerea idealismului de tip hegelian și în impactul celor două războie mondiale (poate și a conceptului de Război mondial). Heidegger și Derrida erau gânditorii cei mai influenți în analizarea fundamentelor cunoașterii care alături de opera lui Ludwig Wittgenstein și de filosofia sa a acțiunii, de linia fideistă din filosofia teologică a unor Søren Kierkegaard sau Karl Barth, și chiar alături de nihilismul filosofiei lui Nietzsche.
Metoda lui Michel Foucault de a aplica dialectica lui Hegel gândirii despre corp este considerată o altă bornă importantă. Deși se întâmplă arareori să poți stabili cu exactitate care sunt originile unei asemenea schimbări sociale majore, e destul de probabil să presupunem că postmodernismul reprezintă acumularea deziluziilor în fața proiectului Iluminist și al progresului științific, element centrl al gândirii moderne.
Mișcarea are diferite ramificații politice, trăsăturile anti-ideologice sunt asociate cu și conduc la mișcările feministe, mișcarea de egalitate socială, mișcarea pentru drepturile homosexualilor, alte forme ale anarhismului de la sfârșitul secolului XX, între care și mișcările pacifiste și diferiți hibrizi ai acestora în interiorul mișcării curente de anti-globalizare. Deloc surprinzător nici una din aceste instituții nu îmbracă singură toate aspectele mișcării postmoderne, dar reflectă sau împrumută câteva din ideile sale centrale.

## Domenii de manifestare
Postmodernismul are manifestări în multe discipline academice sau ne-academice cum ar fi câmpul filosofiei, teologiei, dar și în artă, arhitectură, film, televiziune, muzică, teatru, sociologie, modă, tehnologie, literatură, și comunicații sunt puternic influențate de ideile și tendințele postmoderne. Crucial pentru negarea acestor speranțe a fost folosirea unghiurilor non-ortogonale la clădiri în operele lui Frank Gehry, iar schimbarea în domeniul artistic ar putea fi exemplificată prin tendința introducerii minimalismului în artă și muzică. Postmodernismul în filosofie se autodenumește critical theory; el domină și controlează procesul de construire al identității în mass media.
De remarcat că termenul „post-modern” tinde să fie folosit de critici, iar „postmodern” de către susținători. Cauza ar putea fi faptul că adjectivul postmodern este considerat un simbol și înțelesul său (așa cum ar fi acesta obținut prin simpla analiză lingvistică) ar putea fi ignorat. Postmodernismul a fost identificat drept o disciplină teoretică la începutul anilor 80, dar ca o mișcare culturală a apărut cu ani buni înainte. Momentul de cotitură dintre modernism și postmodernism este dificil de stabilit, dacă nu chiar imposibil.
Unii teoreticieni resping de la bun început faptul că o asemenea distincție ar exista, afirmând că postmodernismul, pentru toate afirmațiile sale de fragmentare și de pluralitate, ar fi doar o parte componentă a cadrului mai larg, supra integrator al modernității. Filosoful german Jürgen Habermas este un puternic apărător al acestei teze. Ceea ce ridică o nouă problemă: este secolul XX o perioadă compactă, sau trebuie divizat în alte două epoci distincte?

### Lingvistică
Filosofii postmoderni sunt adesea catalogați drept fiind o lectură dificilă, iar teoria critică a fost adesea ridiculizată pentru sintaxa ei înțepenită și încercările de a combina tonul polemic cu un vast arsenal de termeni nou inventați. Totuși, acuzații similare fuseseră formulate și la adresa operelor din epocile precedente, de la idealismul lui Immanuel Kant, la tomurile voluminoase ale epocii Victoriene, cum ar fi Nașterea tragediei a lui Friedrich Nietzsche.
Mai important decât rolul postmodernismului în limbaj este accentul pus asupra sensurilor implicite ale cuvintelor și formelor, structurile care exprimă puterea sunt parte ale felului în care cuvintele sunt folosite, de la utilizarea cuvântului „om” cu literă capitalizată pentru a te referi la întreaga umanitate, până la pronumele personal standard „el” ce devine pronume pentru o persoană de gen incert, sau ca o înlocuire a clasicei diateze reflexive. Acesta este exemplu cel mai evident al schimbărilor dintre dicțiune și discurs pe care postmodernismul le patronează.
Un concept important în perspectiva postmodernă asupra limbii este ideea de „joc”. În contextul postmodernismului, joc înseamnă schimbarea cadrului de conexiune al ideilor, și astfel permite sensurile figurate sau trecerea unei metafore sau cuvânt de la un context la altul, sau de la un cadru de referință la altul. Deoarece în interiorul gândirii postmoderne textul e alcătuit dintr-o serie de „marcaje” ale căror sens este atribuit cititorului, iar nu autorului, acest joc se bazează pe mijloacele cu care cititorul construiește sau interpretează textul, și cu ajutorul cărora autorul devine o prezență în mintea citittorului. Jocul implică mai apoi și invocarea unor opere scrise în aceeași manieră pentru a le slăbi autoritatea, fie prin parodierea presupozițiilor acestora sau a stilului, fie prin straturi succesive de indicații greșite în ceea ce privește intenția autorului.
Esențial pentru această abordare rămâne însă studiul lui Jacques Derrida, intitulat Structure, Sign and Play in the Discourse of Human Sciences, un capitol al volumului Scriitura și diferența, publicat inițial separat într-un articol în 1966.
Acest punct de vedere are detractori înflăcărați care îl consideră dificil și abscons, și o violare a contractului implicit de luciditate ce ar exista între cititor, dacă un autor are ceva de comunicat el trebuie să-și aleagă cuvintele care îi transmit ideea cu cât mai multă transparență cititorului.

### Arte vizuale

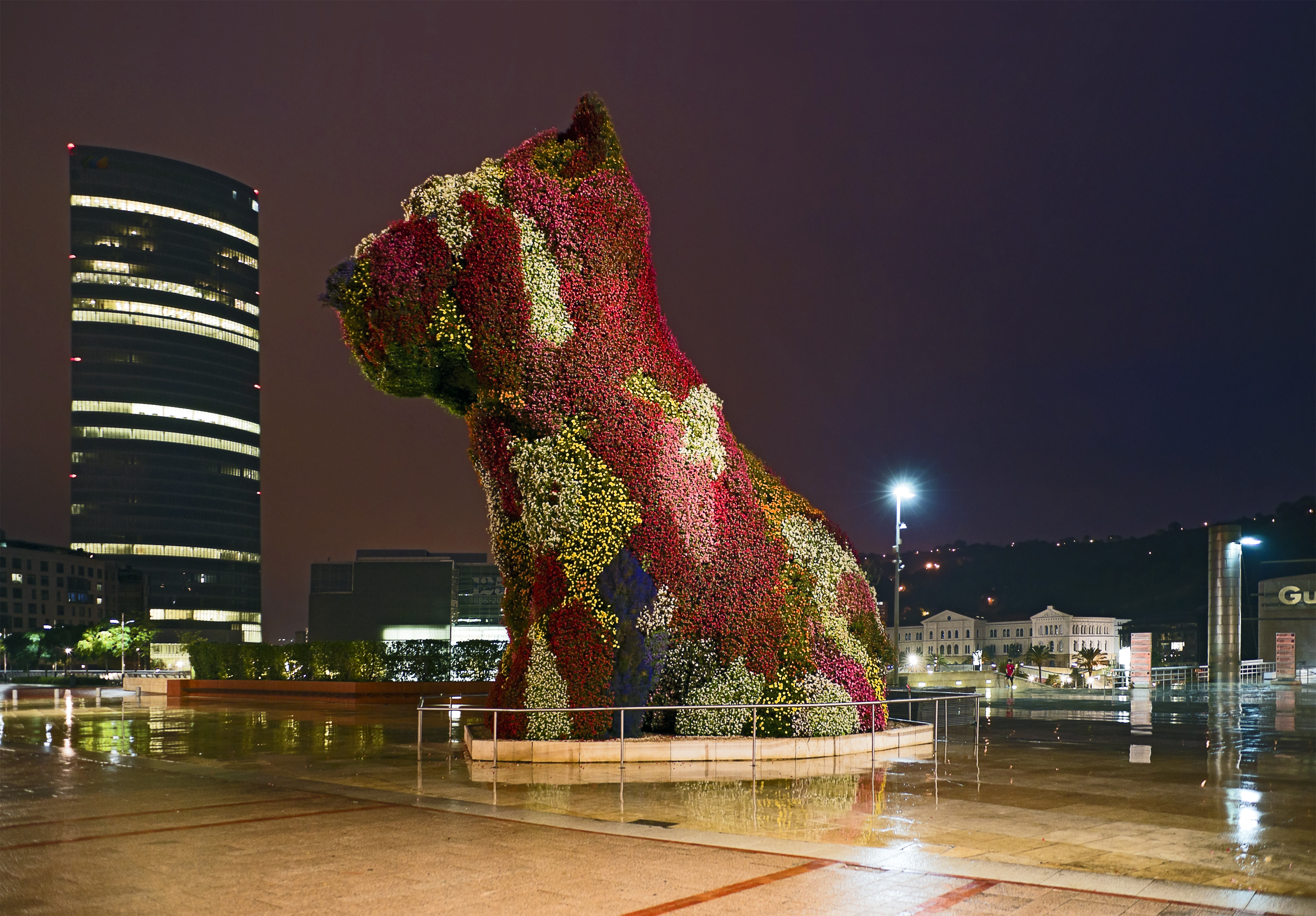
Exemplu de artă postmodernă: Cățelul lui Jeff Koons, Bilbao, 1992

Acolo unde moderniștii au sperat să scoată la lumină universaliile sau fundamentele artei, postmodernismul încearcă să le detroneze, să îmbrățișeze diversitatea și contradicția. O abordare postmodernă a artei respinge distincția dintre arta joasă sau înaltă. Respinge de asemenea granițele rigide și favorizează eclectismul, amestecul de idei și forme. Parțial datorită acestei respingeri el promovează parodia, ironia, scrisul jucăuș pe care unii teoreticieni o denumesc jouissance. Spre deosebire de arta modernă, cea postmodernă nu privește această fragmentare ca pe un soi lipsă deloc dezirabilă ci o celebrează. Pe măsură ce tonul grav ce însoțea actul de căutare a adevărului este înlăturat el este înlocuit prin „joc”.
Postmodernitatea, atacând elitele Modernismului, a căutat o conexiunea puternică cu un public mai amplu. Așa-numita accesibilitate a devenit un punct central al disputei în chestiunea valorii artei postmoderne. A îmbrățișat de asemenea amestecul cuvintelor cu arta, colajul și alte mișcări din modernism într-o încercare de a multiplica mediile și mesajele. Foarte multe elemente se centrează pe o schimbare în alegerea temelor, artiștii postmoderni privesc mass media ca o temă fundamentală pentru artă, și folosesc forme, tropi, materiale- cum ar fi monitoare video, artă ready made sau descrieri ale unor obiecte mediatice- ca puncte focale ale operelor lor.
Andy Warhol este un exemplu timpuriu al artei postmoderne în acțiune, prin modul în care își aproprie simboluri populare comune și artefacte culturale gata făcute, aducînd ceea ce altă dată era considerat mundan sau trivial pe terenul artei înalte. 

Robert Rauschenberg, Biciclete, Berlin, Germania, 1998

Atitudinea critică a postmodernismului este împletită cu aprecierea unor opere precedente. Astfel operele mișcării dadaiste primesc o recunoaștere ca și ale autorului de colaje, Robert Rauschenberg, a cărui operă a fost inițial considerată lipsită de importanță în anii 50, dar care a devenit unul dintre precursorii mișcării prin anii 80. Postmodernismul a ridicat în rang cinematograful și discuțiile despre acesta, plasându-l în rândul celorlalte arte frumoase. Și aceasta din dublul motiv al ștergerii graniței dintre artele joase și cele înalte, și a recunoașterii faptului că cinema-ul poate crea simulacre pe care mai târziu le-au preluat și celelalte arte.

### Arhitectură
După cum se întâmplă adesea și în cazul altor mișcări artistice, cele mai vizibile idei și trăsături ale postmodernismului se observă în arhitectură. Spațiile funcționale și formalizate ale mișcării moderniste sunt înlocuite de diverse abordări estetice; stilurile se ciocnesc și se întrepătrund, formele sunt adoptate pentru ele însele, și apar noi modalități de vizualizare a stilurilor familiare și a spațiului arhi-suficient.

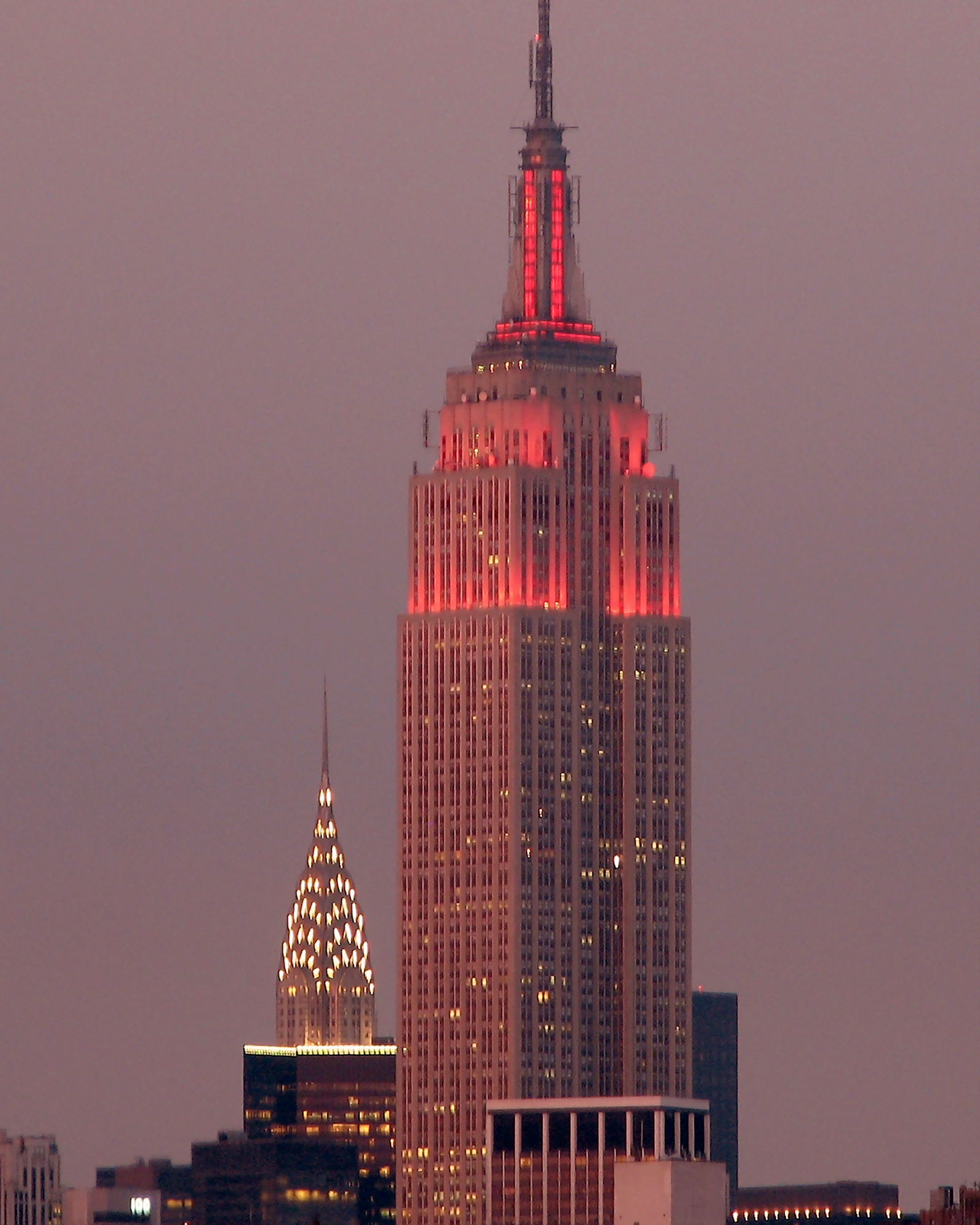
Empire State Building din New York.

Exemplele așa numite "clasice" de arhitectură modernă pot fi considerate clădirile Empire State Building sau Chrysler Building, realizate în stilul Art Deco, în cazul spațiilor comerciale, ori arhitectura lui Frank Lloyd Wright, asociată de cele mai multe ori cu arhitectura organică, sau structurile realizate de mișcarea artistică Bauhaus în materie de spații private sau comunale.  În contrast, un exemplu de arhitectură postmodernă este sediul companiei AT&T (astăzi Sony) din New York, care, ca și orice zgârie-nori, este construit pe o structură metalică, având foarte multe ferestre, dar care, spre deosebire de constructiile de birouri moderniste, împrumută și elemente din diverse stiluri clasice (coloane, fronton, etc.). Un prim exemplu de artă postmodernă exprimată cu ajutorul arhitecturii se întinde de-a lungul porțiuni celebre pentru jocurile de noroc din Las Vegas, Nevada, așa numita Las Vegas Strip. Clădirile de-a lungul acestui bulevard reflectă numeroase perioade ale artei sau referințe culturale într-un colaj interesant, generat deopotrivă de timpul construcției, clădirile înconjurătoare și interesele  comerciale (momentane sau cu bătaie lungă) ale proprietarilor.

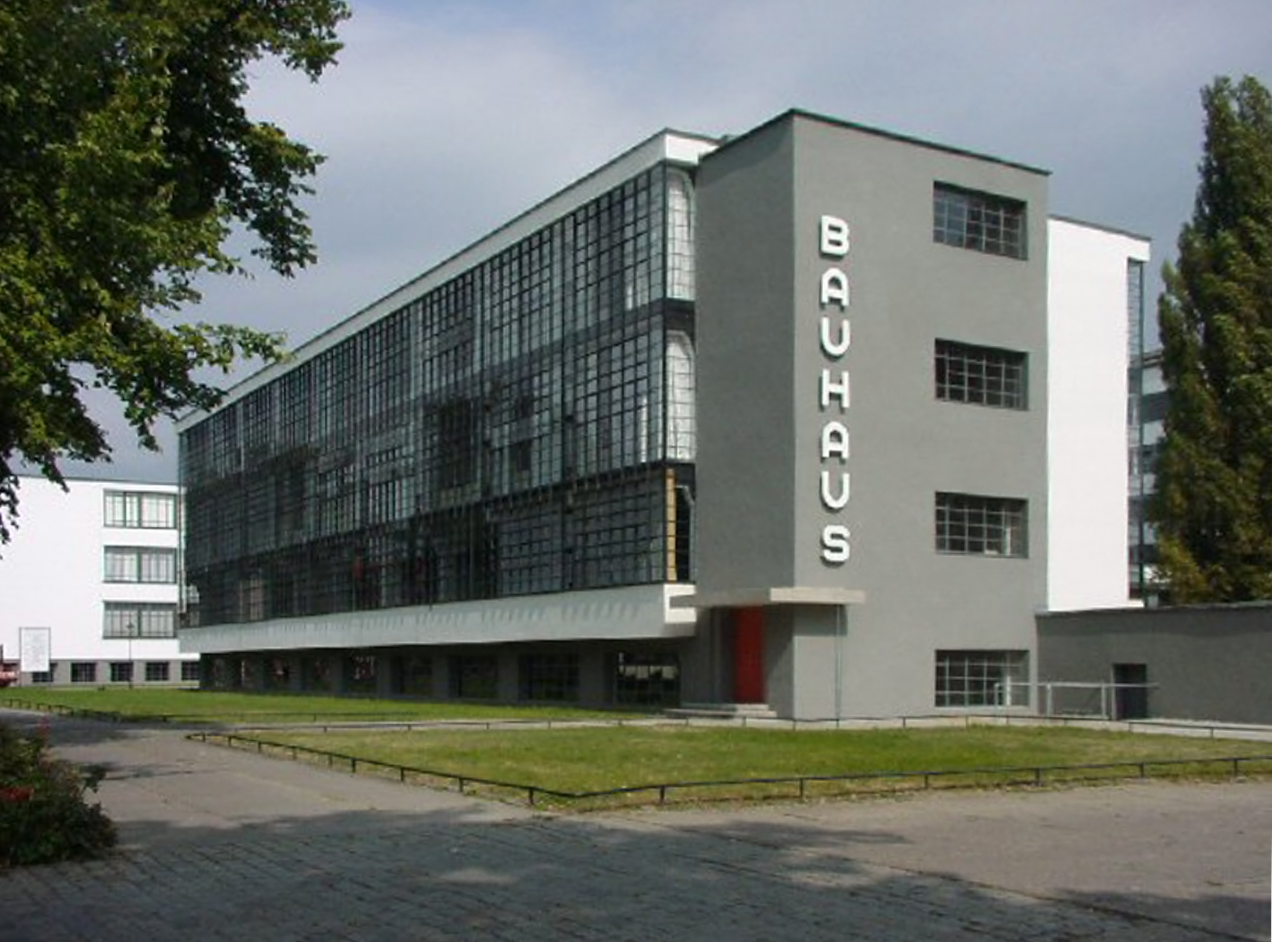
Clădirea Bauhaus din Dessau, clădire și oraș care sunt îndeobște asociate cu stilul și mișcarea artistică Bauhaus, chiar dacă originea sa este în Weimar.

Arhitectura postmodernă a fost descrisă ca fiind "neo-eclectică", astfel încât referința și ornamentul s-au întors pe fațade, înlocuind stilurile fără ornamente și agresive ale modernismului, cum este spre exemplu într-o clădire din Boston, Massachusetts. Acest eclectism este combinat cu utilizarea unghiurilor non-ortogonale și a suprafețelor de forme cele mai variate și ciudate; aici putându-se menționa ca printre cele mai faimoase, Stuttgart State Gallery și Guggenheim Museum Bilbao.
Arhitecții moderniști consideră clădirile postmoderne drept vulgare și clare forme de kitsch. Arhitecții postmoderni privesc spațiile moderniste proiectate de aceștia ca fiind lipsite de suflet și de delicatețe.  Diferențele estetice de bază privesc nivelul tehnicității arhitecturii, cu accentul pus pe dorința modernismului de a reduce deopotrivă cantitatea de material și costurile unei structuri, respectiv de a-i standardiza construcția.  Postmodernismul nu are asemenea imperative și caută exuberanța în orice, în tehnicile de construcție, în modificarea unghiurilor tuturor suprafețelor, în folosirea diferitelor tipuri de ornamente, semănând la nivelul elaborării și al rafinamentului execuției, mai mult decât cu orice, cu arhitectura Art Deco.  Lista arhitecților postmoderni îi include pe foarte cunoscuții Philip Johnson, John Burgee, Robert Venturi, Ricardo Boffil, James Stirling, Santiago Calatrava și Frank Gehry.

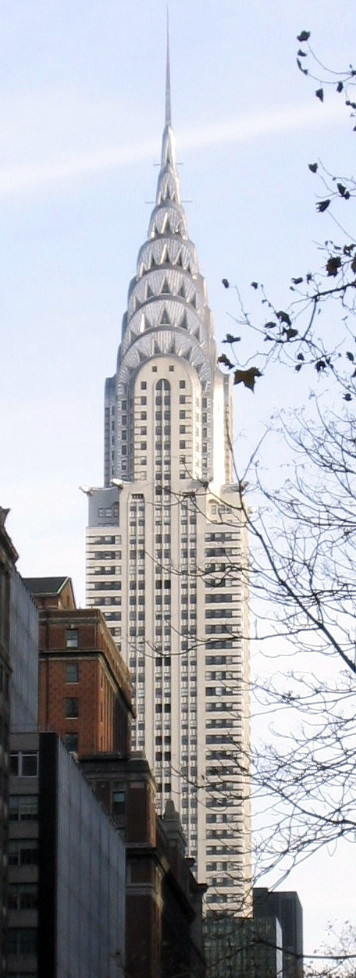
Chrysler Building din New York City

"Profetul postmodernității" a fost arhitectul și criticul american Charles Jencks, în al cărui studiu au fost definite trăsăturile esențiale ale curentului.  Arhitecții postmoderni au căutat un punct de conjuncție între tehnologia secolului XX și stilurile tradiționale din trecut, în special clasicismul.  Ca reacție la austeritatea mișcării moderniste, arhitecții s-au întors la surse regionale și tradiționale, introducînd ornamente, culori, și sculpturi, adesea într-o manieră neașteptată, hibridă, sau chiar jucăușă.  Exemplul arhetipal de arhitectură postmodernă este Portland Public Services Building în Portland, Oregon (construită între 1980 - 1982) avînd ca autor pe Michael Graves; o clădire uriașă ale cărei suprafețe sînt însuflețite de contrastul culorilor și de prezența motivelor ornamentale.

### Literatură
În anumite privințe, se poate spune că literatura postmodernă nu se raportează la cea modernă, pe măsură ce își dezvoltă sau rafinează stilul și devine conștientă de sine și ironică. Împreună, literatura modernă și postmodernă reprezintă o ruptură de realismul de secol XIX, unde narațiunea descrie un fir epic tratat dintr-un punct de vedere obiectiv sau omniscient. Sub raportul personajului, cele două literaturi explorează subiectivismul, renunță la realitatea exterioară, pentru a examina stări interioare de conștiință (exemplu modernist fiind „fluxul conștiinței” în maniera Virginiei Woolf sau a lui James Joyce). În plus, și literatura modernă și cea postmodernă explorează fragmentarismul în narare și construcția (exemplele moderniste, sunt Virginia Woolf, operele dramaturgului suedez August Strindberg sau ale autorului italian Luigi Pirandello).
Spre deosebire de literatura postmodernă, creația modernă a considerat fragmentarea și extrema subiectivitate drept expresii ale unei crize existențiale, ale unui conflict interior. În schimb, literatura postmodernă evită această criză. Personajele torturate și izolate, anti-eroii lui Knut Hamsun sau Samuel Beckett, lumea de coșmar al lui T.S. Eliot din Țara pierdută fac loc în scrierile postmoderne unor narațiuni deconstruite și auto-reflexive din romanele scrise de John Fowles, Kathy Acker, Giannina Braschi, John Barth, sau Julian Barnes. Între timp, operele unor autori cum ar fi David Foster Wallace, Don De Lillo, Paul Auster sau Thomas Pynchon în Gravity's Rainbow, satirizează societatea paranoidă a modernismului, născută din iluminism. În ultimii ani, trilogia Poena Damni a lui Dimitris Lyacos, o intriga narativă minimală, încorporează fragmente de discurs poetic sau, pe alocuri, scene dramatizate și funcționează ca o epopee a condiției umane precare postmoderne.

### Filosofie
Unele personalități ale filosofiei XX sunt privite drept postmoderne, pentru pretenția că matematica și științele naturii nu ar fi obiective. Între aceștia se numără și doi filosofi ai științei, Thomas Samuel Kuhn și David Bohm. Ultima expresie a amestecului dintre filosofie și matematică este matematica cognitivă, care dorește să demonstreze că exact ca orice știință umană, matematica este totuși subiectivă. 
Wittgenstein, prin discursul său autoritar, paradoxal, dezordonat, contradictoriu este un pionier al posmodernismului filosofic.
Analizând esența postmodernismului, noi afirmam, și vom argumenta în continuare, că postmodernismul reprezintă filosofia societății postmoderne. Pentru început, menționăm că reprezentanții postmodernismului, precum: G. Pracasch, J. Latuz, J. Walerstain, B. de Souse Santus, D.R. Griffin, H. Smith, P. Rosneau, J. Derrida, J.F. Lyotard, J. Culler, M. Poster, G.Wattimo, R.Robertson ș.a. vorbesc despre distrugerea matricei social-culturale a vechiului tip de conștiință, unde știința era reprezentată ca nucleu și forță dominantă în societate. Posmoderniștii neagă căutarea în știință a trăsăturilor generale și universale, remarcându-le numai pe cele locale, singulare, particulare. Postmoderniștii, menționează L.A. Mikeșina, evită orice formă de monism și universalizare, tratează, în mod critic, reprezentările pozitiviste (logice), idealurile și modurile științei clasice, ale epocii modeme, în genere. Aceasta presupune reaprecierea fundamentalismului, recunoașterea imaginii multiple a realității, recunoașterea neexcluderii multiplicității descrierilor diferitelor puncte de vedere ș.a. Dar dânsa susține că nu trebuie atribuite postmodermsmului multe fenomene pozitive, ca, de exemplu, paradigma postneclasică a științei contemporane (deși o anumită coincidență există). La metanivelul analizei general-filosofice a concepției posmoderniste, principiile de bază pot fi elucidate și conștientizate, în mod constructiv-critic, ca atitudini de depășire a dogmatismului, totalitarismului și standardizării, a tendințelor moștenite de la epoca raționalității rigide și a determinismului univoc.
în postmodernism, e important faptul că el evită toate formele de monism și universalism, se implică critic nu numai față de reprezentările pozitiviste logistice, dar și față de idealurile și normele științei clasice, ale științei epocii moderne, în genere. În loc de aceasta, ei proclamă multiplicitatea și diversitatea, varietatea și concurența paradigmelor, coexistenta elementelor heterogene, recunoașterea și stimularea unei varietăți de proiecte contemporane de viață, interacțiuni sociale, învățături filosofice și concepții științifice. Aceasta presupune reevaluarea fundamentalismului, recunoașterea aspectului multidimensional al realității și a unei mulțimi de tipuri de relații de aceeași esență, recunoașterea multiplicității de neevitat a descrierilor și a punctelor de vedere, a relațiilor de complementaritate și interacțiune dintre ele. Aceste idei, venite, inițial, din sfera artei (literatură, arhitectură etc.), în etapa actuală, au căpătat caracter general-cultural și se transformă în principii ale activității intelectuale, creatoare. Postmodernismul efectuează perfuzie de „sânge proaspăt" filosofiei contemporane, afiimând că trebuie recunoscute caracterul istoric al înțelegerii normelor raționalității, caracterul ei deschis și apariția a noi forme ale lui în cultură și societate.
Ca o consecință importantă a ideilor postmoderniste, se consideră, de asemenea, necesară zdruncinarea gândirii binare de tipul „sau / sau" și înlocuirea ei prin atitudini ale gândirii termale, când sunt echivalente nu două, ci trei începuturi. In loc de opoziție, ei propun sistemicitate, armonizare, complementaritate, simultaneitate etc.
L.A. Mikeșina consideră că deosebirea gnoseologiei tradiționale de teoria cunoștințelor, legată de revoluția computerială constă în faptul că gnoseologia tradițională se concentrează la procedură, descripție, folosind expresii și reguli pentru însușirea cunoștințelor. Teoria cunoașterii computeriale, însă pune în centrul atenției regulamentarea, recurge la propoziții normative, folosește cunoștințele pentru afirmarea regulilor. In prezent, cel mai justificat mod de verificare a ipotezelor cu privire la gândire îl reprezintă experimentele pe computere, dar nu pe oameni. Și astăzi intelectul artificial, ca filosofie experimentală, face figura epistemologului tot așa de necesară pentru evoluția computerială, ca și a matematicianului-programator. Compararea formelor cognitive, diferite după exprimarea lor în cuvinte, amintește epistemologului despre faptul că forma vorbită prin cuvinte, neținând cont de importanța ei, este numai unul din modurile de reprezentare și de structurare a cunoștințelor. In plus, modul dat conține posibilitatea de a tăcea, adică posibilitatea neverbalizării informației. M. Poster afirmă că oamenii de știință proiectează pe calculator subiectivitatea inteligentă, iar calculatorul devine criteriul prin care se definește inteligența. El, la fel ca și Lyotard, vorbește despre transformarea informației în marfă, vede în societatea postmodernă extinderea elementelor de control social, iar în noile tehnologii vede un mare potențial pentru dominație. Radioul, televiziunea și presa scrisă sunt considerate de el ca elemente ale concepției despre lume. Lumea adevărată este înțeleasă în sensurile în care înțelegerea noastră asupra realității este compusă din multiple imagini, interpretări și reconstrucții, puse în circulație de mijloacele de comunicare, în competiție, unele cu altele, și fără nici o coordonare „centrală". Această emancipare nu constă în cunoașterea perfectă a cuiva, care știe cum sunt lucrurile în realitate, dar în libertatea în cadrul pluralității, în erodarea principiului însuși al realității.
Analizând esența postmoderismului, să examinăm apariția și etapele principale ale dezvoltării lui.
Ca predecesori ai postmodernismului pot fi considerați F. Nietzsche, S. Freud, M. Heidegger, cât și neopozitiviștii.
F. Nietzsche, de exemplu, a criticat știința și filosofia clasică în numele vieții și al păstrării, chiar și al „bestializării" omului natural, menționând că dispare din știință părerea independentă asupra realității, caracterul cinstit și convenabil al ei ș.a.
Z. Freud, în continuare, a distrus mitul, că esența omenescului „Eu" e inclusă în conștiința lui rațională, păstrând omul ca subiect al gândirii, menționând că primatul intelectului nu se profilează la îndepărtare mare. La Z. Freud, „Eu" există, dar nu în pofida a ceea ce gândește omul. Existența lui e corelată cu schimbările sociale, cât și cu însăși gândirea.
M. Heidegger a criticat știința și filosofia clasică pentru „uitarea existenței". El cerea cultivarea la oameni, a calităților spiritual-emoționale pentru a le păstra ,,în prezență".
Neopozitivismul, la rândul lui, a declarat despre cotitura lingvistică din prima treime a sec. XX, despre semiotizarea realității, ce a urmat după aceasta.
Postmoderniștii, în continuare, cereau înlocuirea existenței obiectuale prin limbă, text, cunoștințe, vorbeau și despre necesitatea de a lua în considerație și neraționalul, inconștientul, existența din activitatea omenească.
In dezvoltarea posmodernismului, deosebim două etape: prima - legată de analiza distrugerii, de distrugerea raționalismului științific, a „Eului" uman conștient, de descentralizarea conștiinței, iar cea de a doua - de analiza gramatologiei.

### Științe sociale
Sfârșitul istoriei este un concept impus de sociologul și politologul american Francis Fukuyama în cartea sa Sfârșitul istoriei și ultimul om(1991), unde sunt descrise, în spirit postmodern, condițiile sociale, economice, psihologice care impun deplasarea tuturor societăților de azi spre o unică formă de viață politică și socială, pe care el o consideră a fi liberalismul democratic burghez.

## Postmodernismul și poststructuralismul
Structuralismul are o tendință puternică de a fi științifică din dorința de a căuta un cadru stabil al fenomenului observat, o atitudine epistemologică perfect similară cu cea a gândirii Iluministe, incompatibilă cu cea postmodernă. În același timp aceste mesaje poartă o încărcătură Și un mesaj anti-Iluminist, prin revelarea faptului că raționalitatea poate fi găsită și în mințile unor sălbatici, vezi teoria unui Claude Lévy Strauss, doar că în forme diferite de cele ale oamenilor din societățile civilizate. E aici prezentă și o critică implicită a gândirii coloniale care era considerată o parte a unui proces de civilizare prin care societățile bogate aduc cunoaștere, maniere și rațiune celor mai puțin educate. Poststructuralismul, care a fost un răspuns la orientarea științifică a structuralismului, a făcut loc relativismului cultural in structuralism, în timp ce nega orientările științifice. Sensul nu e prezent în semn, așa cum se credea în structuralism, căci acesta este răspândit pe tot lanțul de semnificanți și uneori nu poate fi descoperit cu ușurință.
Nu pot descoperi sensul prin simpla adiționare a cuvintelor, pentru a avea sens cuvintele ar trebui să poarte urmele celor care le preced sau le urmează. Ele formează, împreună, un țesut complex, din acest motiv nici un semn nu este o epurâ sau total expresivă. De asemenea, putem descoperi în fiecare semn urme ale cuvintelor pe care le-a respins pentru a deveni ceea ce trebuie să fie. O altă diferență clară dintre postmodernism și poststructuralism mai rezidă și în atitudinea lor diferită față de dispariția proiectului Iluminismului, căci poststructuralismul este la modul fundamental ambivalent, în timp ce teoria postmodernismului este cerebratorie. O altă diferență constă în natura celor două poziții. Poststructuralismul e un curent din filosofie, adunĂ păreri despre ființe, limbă, corp, Și societate, dar nu dă numele unei perioade. Postmodernismul, pe de altă parte, este în strânsă asociere cu era postmodernă.
Pentru a te salva din acest construct al cunoașterii a devenit necesară critica ei și astfel, să deconstruiești cunoașterea afirmată. Jacques Derrida argumenta însă că singura apărare în fața inevitabilei deconstrucții a cunoașterii, sistemelor de putere, ce se numea hegemonie ar trebui să se bazeze pe postulatul unei emisii originale, logosul. Privilegierea acestei fraze originare se numește "logocentrism". În loc să-ți bazezi cunoașterea pe cazuri sau texte particulare, baza cunoașterii a fost privită ca fiind generată de jocul liber al discursului, o idee cu rădăcini în teoria jocurilor de limbaj ale unui filosof al limbajului ca Ludwig Wittgenstein. Această subliniere a permisivității jocului liber în contextul mai larg al conversației Și discursului conduce postmodernismul spre adoptarea ironiei, paradoxului, a manipulării textuale, referințelor sau tropilor. Înarmați cu acest proces al chestionării bazelor sociale ale acestei aserțiuni filosofii postmoderni au început să atace unitatea modernismului Și a acelei unități, cu rădăcini în Iluminism. Deoarece Modernismul a făcut din Iluminism o sursă centrală a superiorității sale asupra victorianismului sau romantismului, acest atac a atacat indirect modernismul însuși.
Un concept important care explicitează modul în care postmodernismul privește limba, este idea de "joc". În contextul acestui curent, al postmodernismului, joc înseamnă schimbarea cadrului de conexiune al ideilor, Și astfel permite sensurile figurate sau trecerea unei metafore sau cuvânt de la un context la altul, sau de la un cadru de referință la altul. Deoarece în interiorul gândirii postmoderne textul e alcătuit dintr-o serie de marcaje ale căror sens este atribuit cititorului iar nu autorului însuși, acest joc se bazează pe mijloacele cu care cititorul construiește sau interpretează textul, Și cu ajutorul cărora autorul devine o prezență în mintea citittorului. Jocul implică mai apoi Și invocarea unor opere scrise în aceeași manieră pentru a le slăbi autoritatea, fie prin parodierea presupozițiilor acestora sau a stilului, fie prin straturi succesive de indicații greșite, în ceea ce privește intenția autorului. Studiul esențial pentru înțelegerea acestei abordări rămâne Structure, Sign and Play in the Discourse of Human Sciences de Jacques Derrida, devenit un capitol al volumului Scriitura și diferența, dar publicat inițial, separat, drept articol în 1966. Acest punct de vedere are detractori înflăcărați care îl consideră dificil și abscons, Și o violare a contractului implicit de luciditate ce ar exista între cititor, dacă un autor are ceva de comunicat el trebuie să-și aleagă cuvintele care îi transmit ideea cu cât mai multă transparență cititorului.

## Critici
Charles Murray, un critic acerb al a postmodernismului, dă o definiție acestui termen:
Doar o modă intelectuală contemporană, mă refer la o constelație de puncte de vedere care îți vin în minte când auzi cuvintele multicultural, gen, a deconstrui, corectitudine politică, și Dead White Males. Într-un sens mai larg moda aceasta intelectuală contemporană acoperă un destul de răspândit sentiment de neîncredere în metoda științifică, care există în anumite cercuri. Inculcată în acest set de idei primite de-a gata este și un sentiment de ostilitate față de ideea că judecățile de discriminare sînt potrivite în cazul analizei artei sau literaturii, ideii că există ierarhii de valoare, ostilității față de ideea existenței unui adevăr obiectiv. Postmodernismul constituie doar eticheta atașată acestei perspective.
Poziția centrală în această dezbatere este conceptul de obiectivitate și ceea ce ar însemna aceasta. În cel mai larg sens, negarea obiectivității este trăsătura poziției postmoderne iar ostilitatea față de aceste baze ale obiectivității este trăsătura definitorie. Această ostilitate subterană față de conceptul de obiectivitate evidentă în multe din teoriile critice moderne, acesta este punctul de atac pentru toți dușmanii postmodernismului. Mulți critici caracterizează postmodernismul drept un fenomen efemer, care nu poate fi definit datorită faptului că, din punctul de vedere filosofic, nu reprezintă mai mult decît o serie de coniecturi disparate, care au în comun numai resentimentul față de Modernism. Această antipatie a postmodernității față de modernism, și tendința lor consecventă de a se defini în pofida acestuia, și-a atras, de asemenea, numeroși critici. S-a argumentat că modernitatea nu e decât un monolit de dimensiuni uriașe, ca un singur buștean, dar de fapt era el însuși dinamic și mereu schimbător; evoluția dintre 'modern' și 'postmodern' trebuie privit mai degrabă ca o gradație iar nu ca un tip nou, o continuare, iar nu o ruptură. Un teoretician al acestei idei este Marshall Berman, a cărui carte All That is Solid Melts into Air (un citat intertextual din Karl Marx) reflectă chiar în titlul ei natura fluidă și ubicuă a modernității.
Postmodernismul, ca fenomen artistic, filozofic și chiar social înclină spre formele deschise, ludice, provizorii, este un discurs al ironiei și al fragmentelor, implicând arta și științele, marea cultură și cultura populară, partea și întregul.

## Galerie de imagini

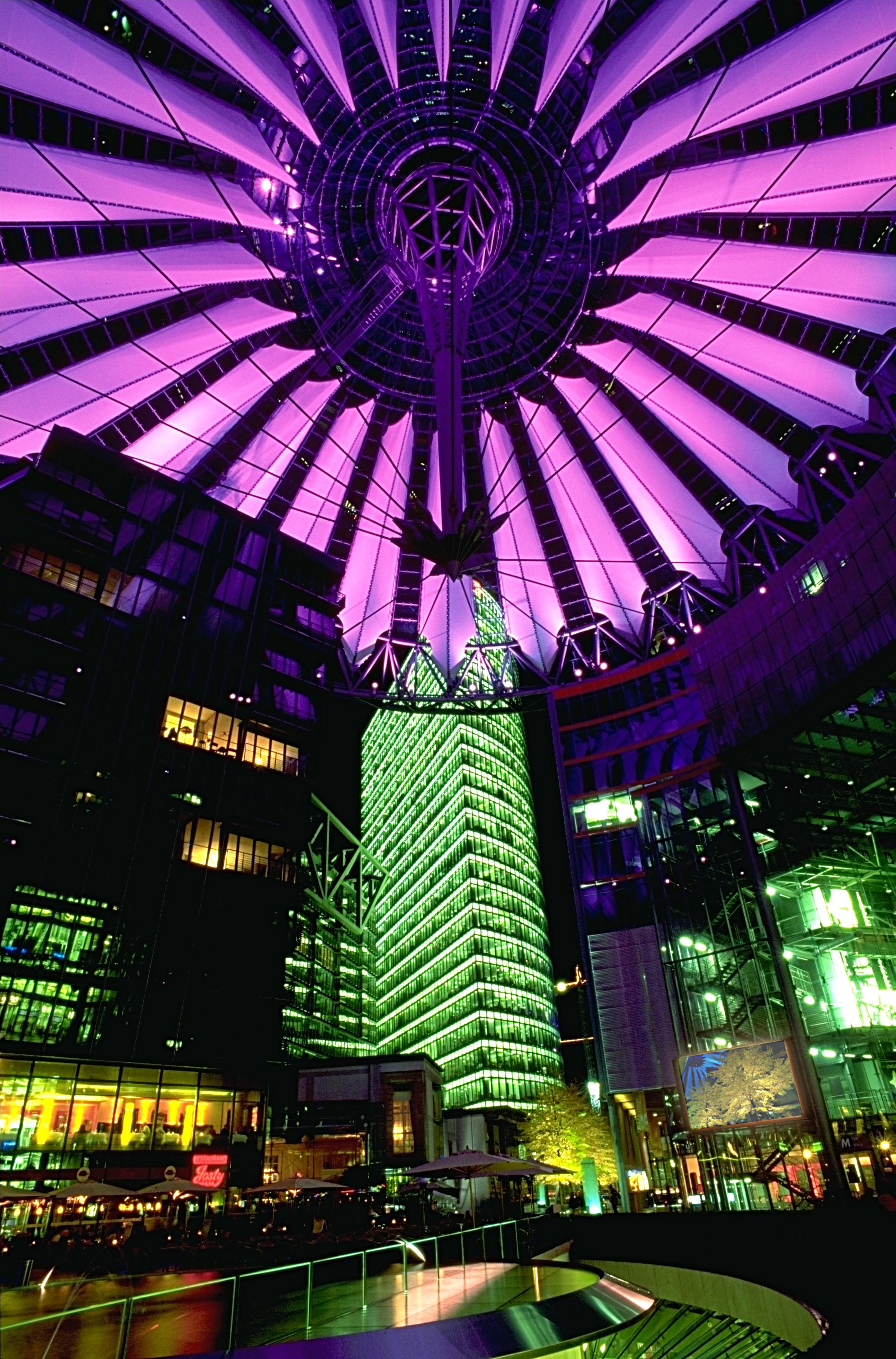
Centrul Sony din Berlin
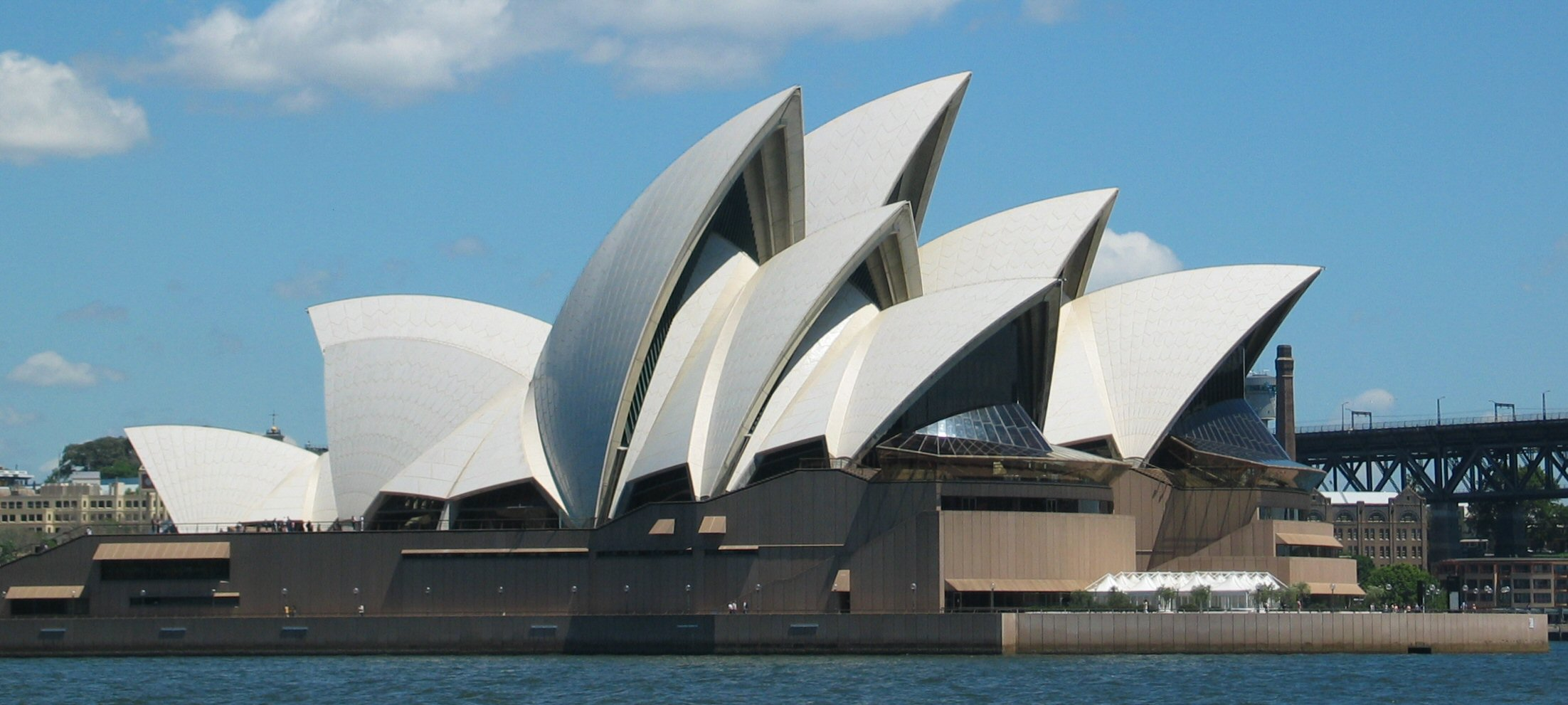
Opera din Sydney
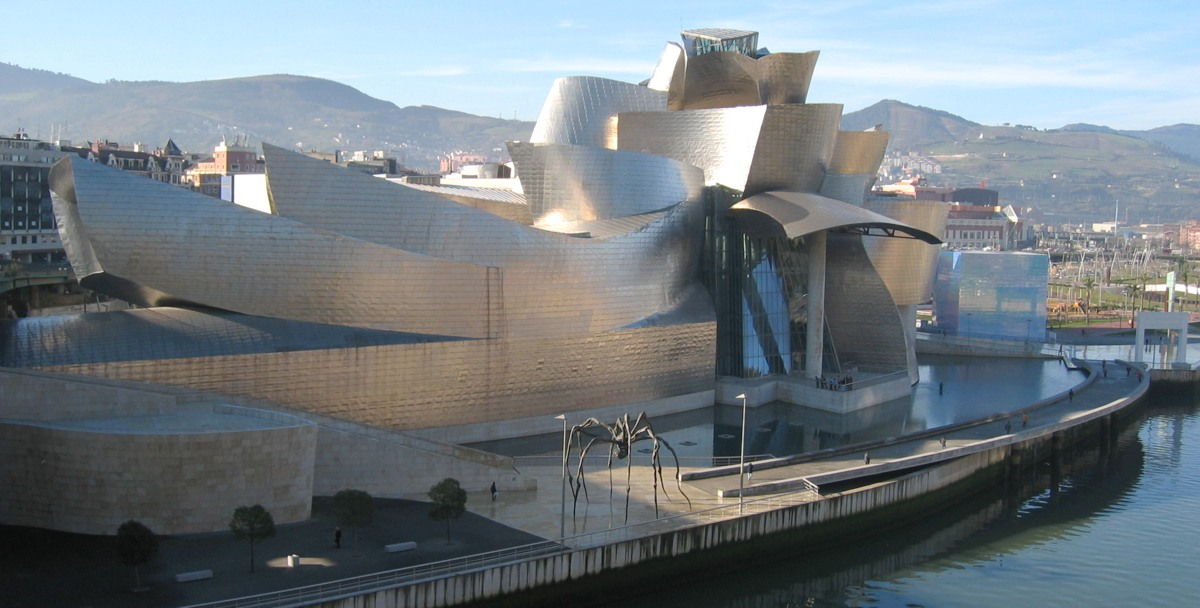
Muzeul Guggenheim din Bilbao
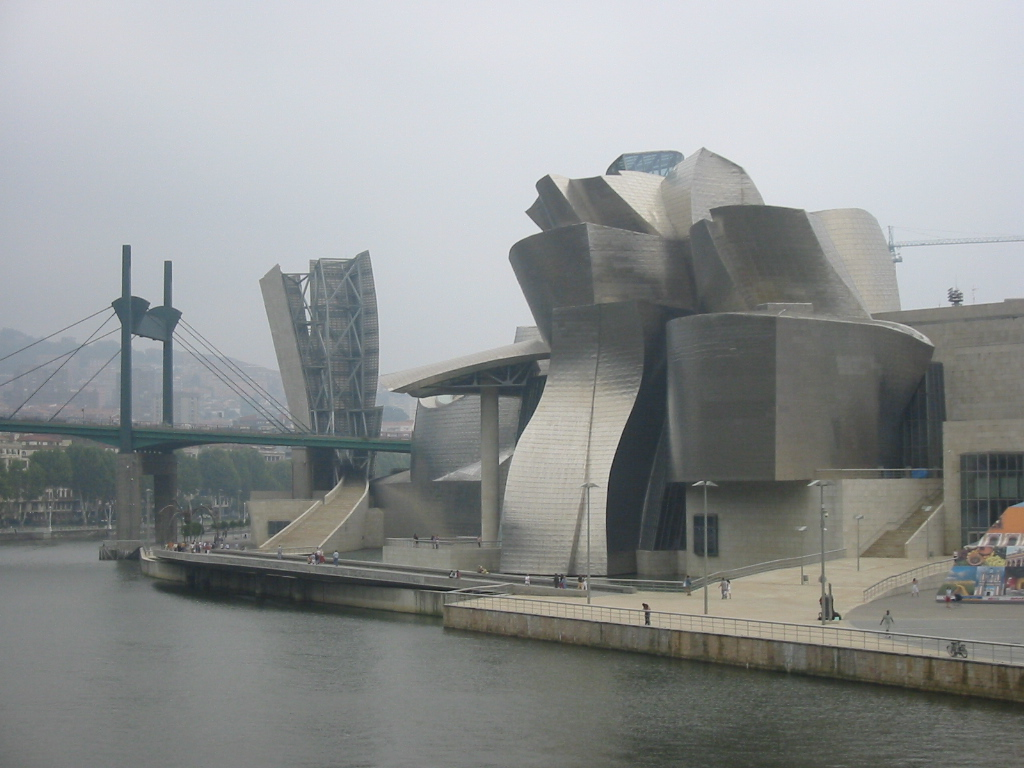
Muzeul Guggenheim din Bilbao
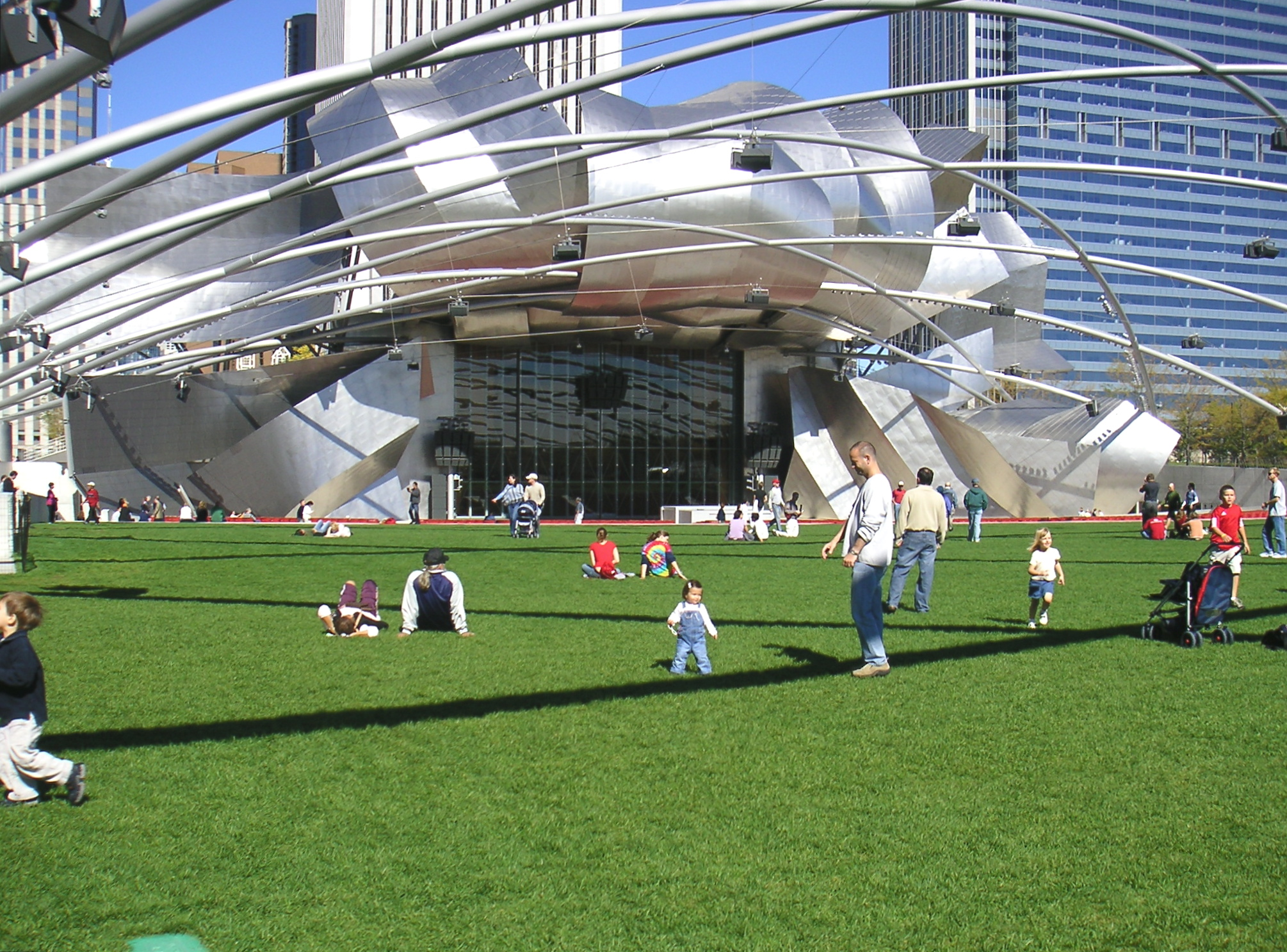
Pavilionul Pritzker din parcul Millennium realizat de Frank Gehry în 2004
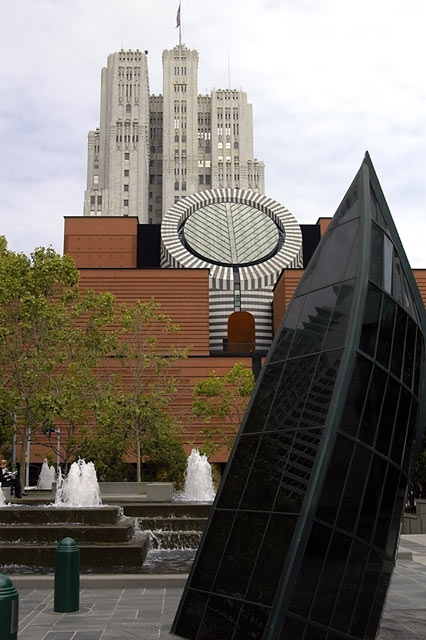
Muzeul de arte moderne din San Francisco
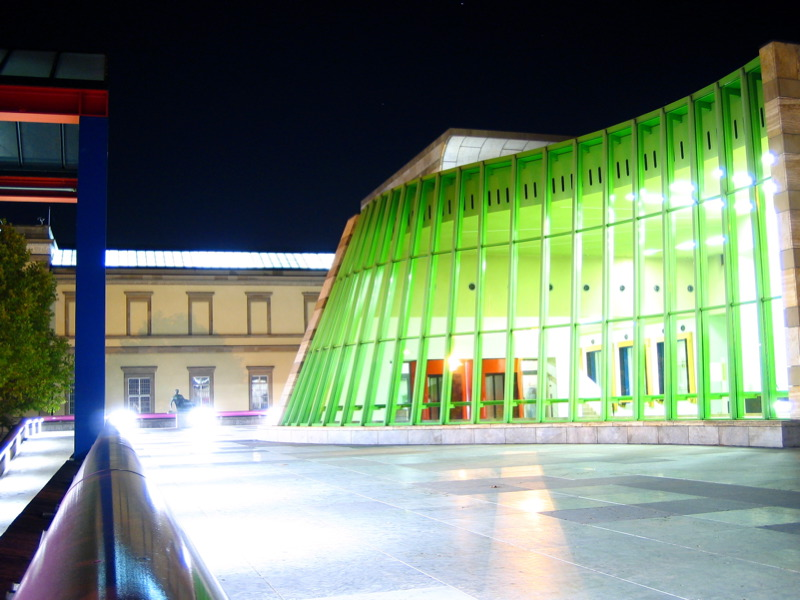
Staatsgalerie Stuttgart